# Spoonful
"Spoonful" är en bluesstandard skriven av Willie Dixon. Texten är baserad på Charlie Pattons "Spoonful Blues". 
Sången är allmänt associerad med Howlin' Wolf, som Dixon hade ett långvarigt samarbete med. Wolf spelade in sången 1960 (som Chess-singel 1962) och den fanns med på hans album Howlin' Wolf från 1962, även känt som The Rockin' Chair Album.
Bandet Cream hade också hade en långvarig hit med "Spoonful". Bandet spelade först låten på sitt debutalbum Fresh Cream från 1966. Som ett banbrytande bluesrock-jamband, så kunde Creams konsertimprovisationer på "Spoonful" bli hela femton minuter långa, med deras Winterland-liveversion på Wheels of Fire från 1968 går tiden upp mot nästan sjutton minuter.
Den har också spelats av artister som Etta James, Paul Butterfield Blues Band, Canned Heat, Allman Joys, Ten Years After (på deras debutskiva Ten Years After och deras liveskiva Undead), The Who och Johnny Diesel.